# تفاح جالا
تفاح جالا أو رويال جالا (باللاتينية: Malus domestica)هو تفاح أحمر مهجن من تفاح كيد أورانج ريد وتفاح جولدن ديليشس. تم تخليق هذا الصنف في نيوزيلندا في ثلاثينيات القرن الماضي من قبل حاضنة جي اتش كيد. تم تسمية سلالة جالا الملكي بهذا الاسم تكريما للملكة إليزابيث الثانية، التي اعتبرته المفضل له خلال زيارتها إلى نيوزيلندا. تفاح جالا مستدير (عادة) ويتميز بلون أصفر محمر وداخل أصفر ونقي ومقرمش. طعمها حلو قليلاً مع بعض ملامح الفانيليا، ورائحة زهرية مصاحبة.

## مراجع

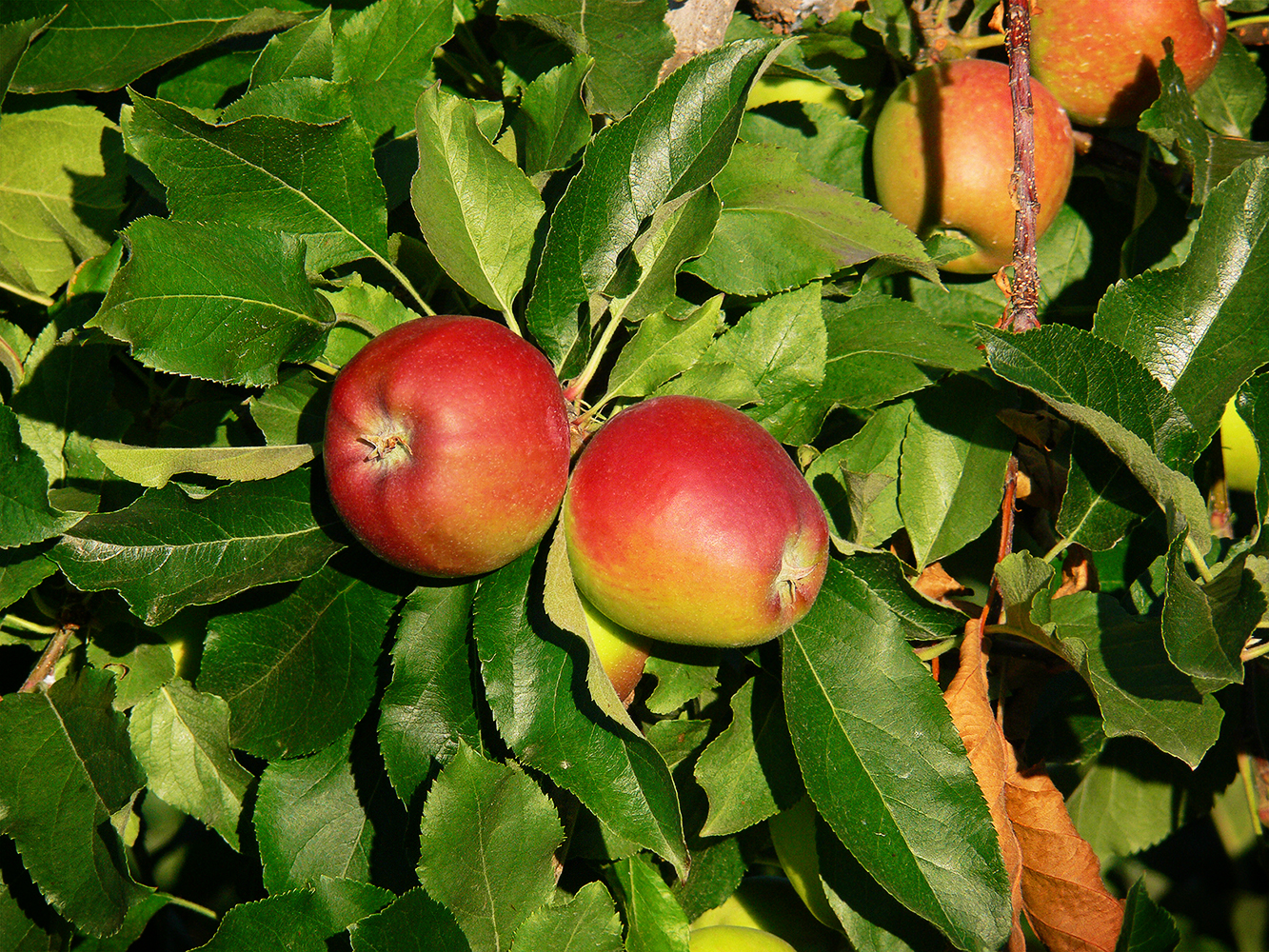
تفاصيل الثمرة والأوراق